# 兴隆林业局森林铁路
兴隆林业局森林铁路，也称“乌隆森林铁路”，自黑龙江省哈尔滨市通河县乌鸦泡镇至巴彦县兴隆镇。全长514.17公里，其中主干线长188.14公里，现存主干线长146.5公里，为单线非电气化窄轨铁路。
随着木材商品性采伐的全面停止，运输木材的任务已经成为历史，但兴隆鸡冠山林业局保存完整的森铁线路、蒸汽机车、设备厂房以及森林铁路运输的整套架构已经成为全国乃至全世界不可多得的反映森林工业文化的宝贵资源。将鸡冠山森林工业遗址与文化创意产业结合在一起，借助旅游推动兴隆林区文化品位提升，对助推兴隆林区转型发展也将起到积极的作用。

## 历史
兴隆鸡冠山林业局（原通河林业局）1948年建局。
1953年，中国人民解放军林业三师600余名官兵转业，来到兴隆鸡冠山林业局。4月，国家林业部工程公司第六工程队及林业三师转业官兵开始修建森林窄轨铁路，历时12年，兴隆至乌鸦泡全线通车，干线全长188.14公里，支岔线、专用线总长度为541.17公里，途径24个站点、9个林场所、5个乡镇、72个村屯，横跨巴彦、木兰、通河三县。小火车铁轨宽762毫米，每根铁轨长十米，每公里不足200根，每米有3根枕木。
1969年7月24日、25日南部降雨153．7毫米，森林铁路部分冲毁，5处国家粮库受到威胁，淹死3人，冲毁拦河坝6处、公路桥5座、乡道桥150座，26个生产队屯内进水。房屋倒塌39间，搬家534户，有140万斤贮备粮被水浸泡。
2000年，兴隆鸡冠山林业局森林蒸汽小火车旅游线路开通，吸引了来自省内外各界游客前来乘坐观光。
2002年，中央电视台《见证》栏目摄制组三次来到兴隆鸡冠山林业局，专题拍摄电视纪录片《穿越森林的铁路》，在五集专题片中，有两集内容专题反映兴隆局小火车的建设历史。
2014年，兴隆鸡冠山林业局全面停止天然林商业性采伐，作为过去的木材生产大局，林区经济转型发展成为必然，兴隆林业局经过多方论证，确立了“天保育林、转型发展、产业强局、项目富民”的16字发展方针。同年4月，兴隆林业局职工转岗暨“兴隆号”旅游专列挂牌仪式在兴隆局举行，兴隆鸡冠山林业局森林蒸汽火车旅游从此翻开了崭新的一页。
2016年8月，兴隆鸡冠山林业局邀请跨界艺术家孔宁、著名艺术家吴迪、中国著名摄影家郭柏林、旅游与摄影杂志社社长马如营、北大繁星诗社社长李晓雯召开座谈会，确立了建设“中国·兴隆鸡冠山小火车国际艺术区”的转型发展思路。
兴隆鸡冠山小火车国际艺术区的建设，将通过制造内燃式“蒸汽机车”，制造各类车厢，使森林小火车重燃新活力，实现“火车一响，黄金万两”发展目标。通过维修线路，枕木众筹等方式，让这条世界最长的森林窄轨铁路实现全线畅通。打造铁路沿线鸡冠山百里画廊，将“世界最长的森林窄轨铁路”规划为2段，以局址为起点，80公里前以广阔的玉米、稻田、麦浪为基调打造田园画廊，80公里后以森林景观为基调，打造林海画卷。

## 使用车辆
牵引机车为石家庄机车制作厂生产的28吨蒸汽机车，最高时速达35公里，常速25公里，载水5.2吨，载煤2.7吨，车内设正、副司机各一名，司炉二人，在一定的时间清炉加水，各地站点设有给水站。现仍保存完好，其最开始在木材运输工作中可牵引森铁台车运输木材，后牵引客货混合列车运送旅客和运输货物，目前作观光用途。
客车由齐齐哈尔红星车辆厂制造。

## 相关路线
1984年9月，兴隆镇至老黑山专用线通车，全线长44.17公里(正线38.8公里，岔线2.52公里，站内侧线2.85公里)，用以运输石灰石，清末巴彦开垦之初，即有人在山中设窑烧灰，开采利用。